# Pseudogalepsus modesta
Pseudogalepsus modesta es una especie de mantis de la familia Tarachodidae.

## Distribución geográfica
Se encuentra en Kenia, Tanzania y Zanzíbar.